# Mistrovství světa ve veslování 1981

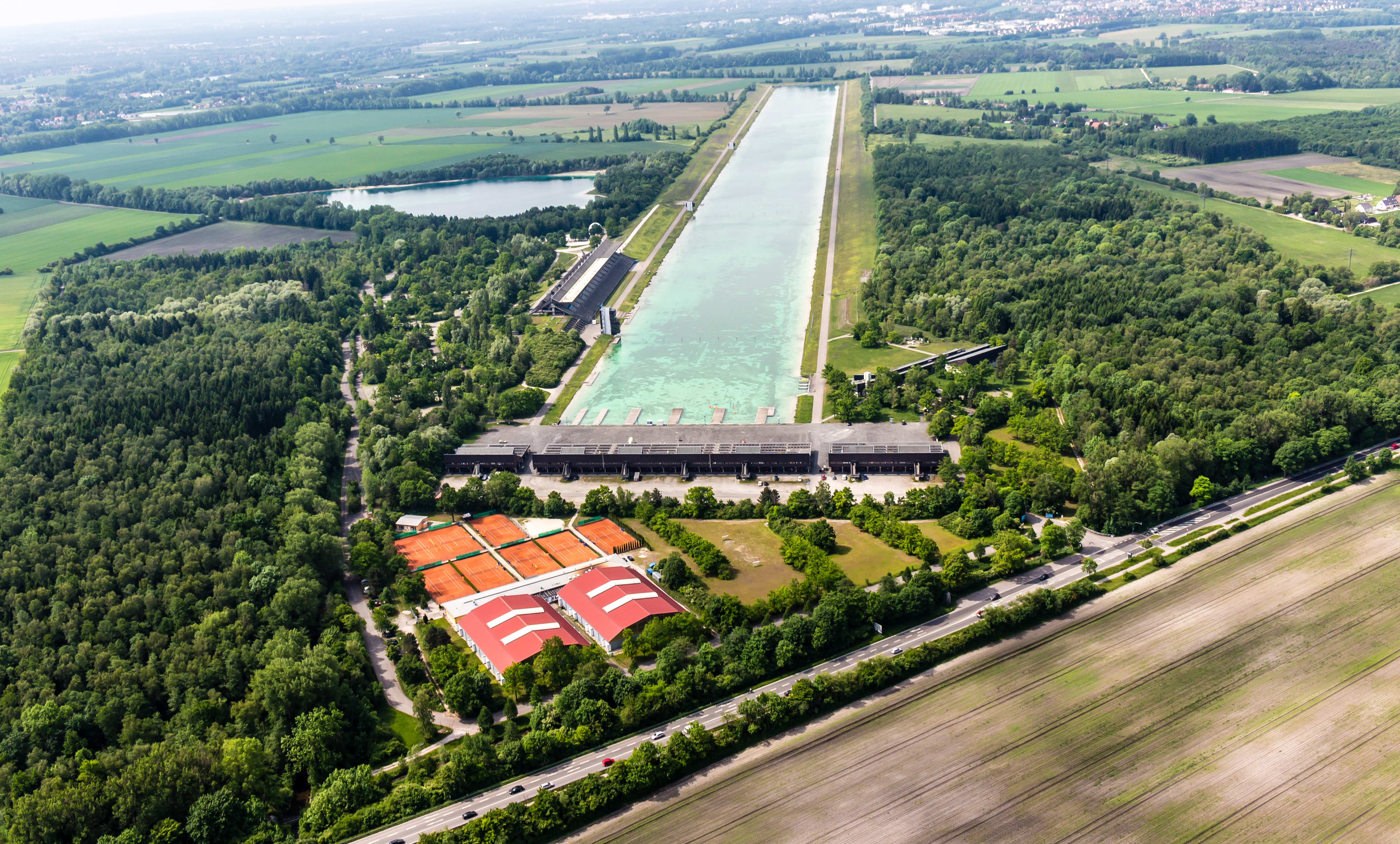
Veslařský kanál Oberschleißheim – letecký pohled

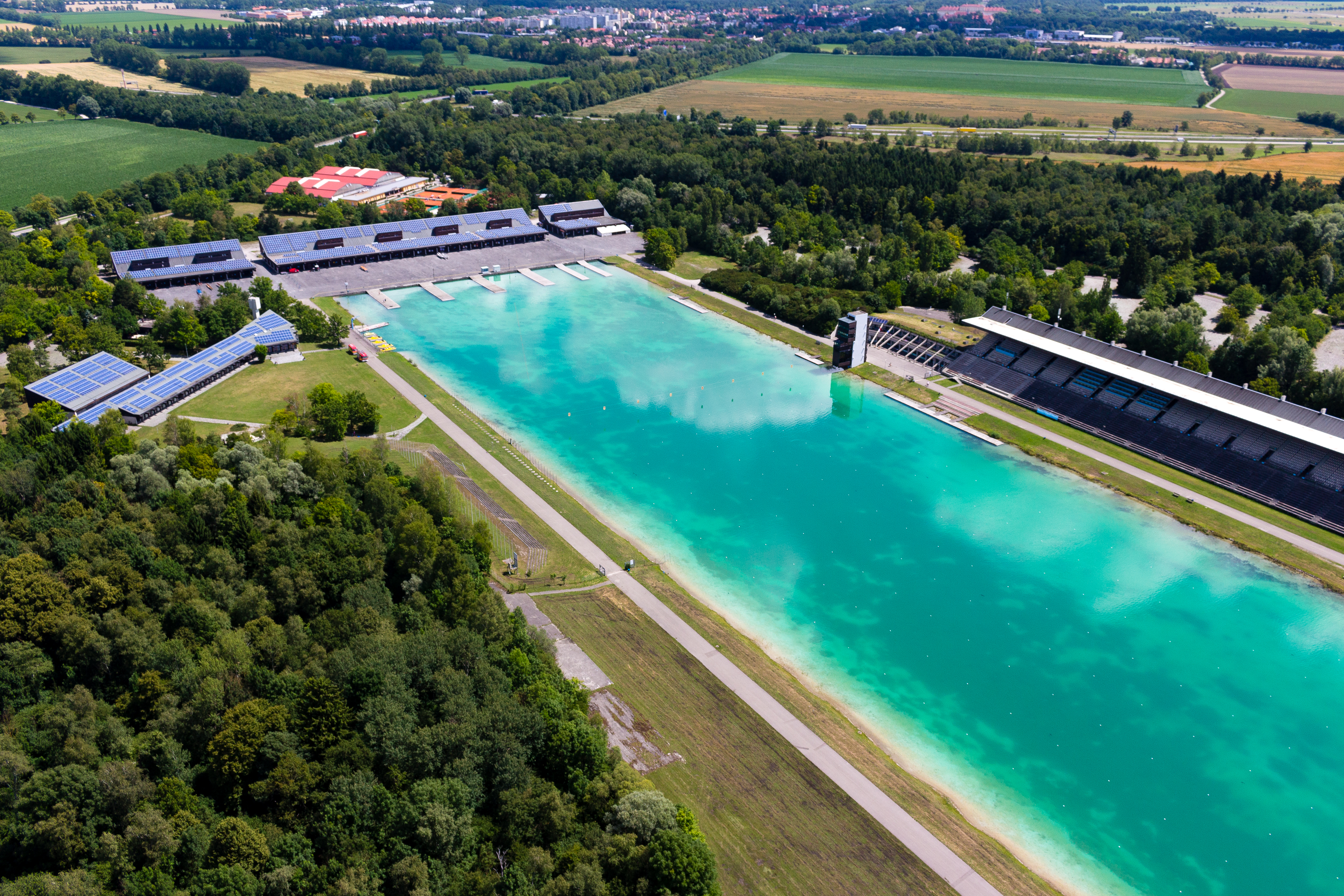
Veslařský kanál Oberschleißheim – hlavní tribuna a cílový prostor

Mistrovství světa ve veslování 1981 se konalo na veslařském kanále Oberschleißheim v německém Mnichově. Finálové jízdy se jely ve dnech 5. a 6. září 1981.
Každoroční veslařská regata trvající jeden týden je organizována Mezinárodní veslařskou federací (International Rowing Federation; FISA) obvykle na konci léta severní polokoule. V neolympijských letech představuje mistrovství světa vyvrcholení mezinárodního veslařského kalendáře a v roce, jenž předchází  olympijským hrám, představuje jejich hlavní kvalifikační událost. V olympijských letech pak program mistrovství zahrnuje pouze neolympijské disciplíny.
Muži závodili na trati o délce 2000 m, ženy na trati o délce 1000 m.

## Medailové pořadí
| Pořadí | Země                             | Zlato | Stříbro | Bronz | Celkem |
| ------ | -------------------------------- | ----- | ------- | ----- | ------ |
| 1      | Sovětský svaz                    | 7     | 1       | 2     | 10     |
| 2      | Východní Německo                 | 4     | 5       | 1     | 10     |
| 3      | Itálie                           | 2     | 1       | 1     | 4      |
| 4      | USA                              | 1     | 3       | 3     | 7      |
| 5      | Rumunská socialistická republika | 1     | 0       | 3     | 4      |
| 6      | Dánsko                           | 1     | 0       | 1     | 2      |
| 7      | Austrálie                        | 1     | 0       | 0     | 1      |
| 7      | Západní Německo                  | 1     | 0       | 0     | 1      |
| 9      | Spojené království               | 0     | 2       | 1     | 3      |
| 10     | Nizozemsko                       | 0     | 2       | 0     | 2      |
| 11     | Kanada                           | 0     | 1       | 2     | 3      |
| 12     | Rakousko                         | 0     | 1       | 0     | 1      |
| 12     | Finsko                           | 0     | 1       | 0     | 1      |
| 12     | Švýcarsko                        | 0     | 1       | 0     | 1      |
| 15     | Bulharská lidová republika       | 0     | 0       | 1     | 1      |
| 15     | Španělské království             | 0     | 0       | 1     | 1      |
| 15     | Francie                          | 0     | 0       | 1     | 1      |
| 15     | Norsko                           | 0     | 0       | 1     | 1      |
| Celkem | Celkem                           | 18    | 18      | 18    | 54     |

## Přehled medailí

### Mužské disciplíny
| Disciplína                      | Zlato | Čas     | Stříbro | Čas     | Bronz | Čas     |
| Skif M1x                        | Západní Německo Peter-Michael Kolbe | 7:45,32 | Východní Německo Rüdiger Reiche | 7:48,90 | USA John Biglow | 7:51,55 |
| Dvojskif M2x                    | Východní Německo Klaus Kröppelien Joachim Dreifke | 6:41,99 | Finsko Reima Karppinen Pertti Karppinen | 6:44,06 | Norsko Rolf Thorsen Alf Hansen | 6:44,61 |
| Párová čtyřka M4x               | Východní Německo Peter Kersten Karl-Heinz Bussert Uwe Heppner Martin Winter                                                                                                | 6:11,37 | Sovětský svaz Igor Jarkov Sergej Ševčenko Vladimir Koldyškin Alexandr Zdravomyslov                                                                             | 6:14,58 | Francie Denis Gaté Jean-Raymond Peltier Charles Imbert Marc Boudoux | 6:17,45 |
| Dvojka bez kormidelníka M2-     | Sovětský svaz Jurij Pimenov Nikolaj Pimenon | 7:15,06 | Nizozemsko Willem Jan Atsma Ted Bosman | 7:20,04 | Itálie Antonio Baldacci Ezio Pacovich | 7:23,28 |
| Dvojka s kormidelníkem M2+      | Itálie Carmine Abbagnale Giuseppe Abbagnale Giuseppe Di Capua (k) | 7:43,73 | Východní Německo Karsten Schmeling Jürgen Seyfarth Hendrik Reiher (k)                                                                                          | 7:46,22 | Spojené království Thomas Cadoux-Hudson Richard Budgett Adrian Ellison (k) | 7:47,03 |
| Čtyřka bez kormidelníka M4-     | Sovětský svaz Alexej Kamkin Valerij Dolinin Alexandr Kulagin Vitalij Jelisejev                                                                                             | 6:35,85 | Švýcarsko Bruno Saile Jürg Weitnauer Hans-Konrad Trümpler Stefan Netzle                                                                                        | 6:41,47 | Východní Německo Klaus Büttner Hans-Peter Koppe Jens Doberschütz Uwe Gasch | 6:43,07 |
| Čtyřka s kormidelníkem M4+      | Východní Německo Dietmar Schiller Jörg Friedrich Bernd Niesecke Harald Jährling Klaus-Dieter Ludwig (k)                                                                    | 6:36,88 | USA Andrew Sudduth Thomas Woodman John Everett Fred Borchelt Robert Jaugstetter (k)                                                                            | 6:39,68 | Sovětský svaz Viktor Omeljanovič Dimants Krišjānis Dzintars Krišjānis Žoržs Tikmers Juris Bērziņš (k) | 6:40,52 |
| Osma M8+                        | Sovětský svaz Zigmantas Gudauskas Nikolaj Solomachin Vladimir Krylov Viktor Diduk Stasis Narušaitis Jonas Narmontas Jonas Pinskus Igor Majstrenko Vladimir Nižegorodov (k) | 6:02,30 | Spojené království Mark Andrews Christopher Mahoney Colin Seymour John Bland Andrew Justice John Pritchard Malcolm McGowan Richard Stanhope Colin Moynihan (k) | 6:04,31 | USA Daniel Lyons John Zevenbergen Thomas Kiefer James McDougall John Phinney David Clark Charles Clapp Matthew Labine Seth Bauer | 6:06,13 |
| Skif LV LM1x                    | USA Scott Roop | 7:22,90 | Rakousko Raimund Haberl | 7:25,30 | Kanada Brian Thorne | 7:27,16 |
| Dvojskif LV LM2x                | Itálie Francesco Esposito Ruggero Verroca | 6:42,17 | USA Paul Fuchs William Belden | 6:44,22 | Dánsko Leif Kruse Bjarne Eltang | 6:48,95 |
| Čtyřka bez kormidelníka LV LM4- | Austrálie Graham Gardiner Charles Bartlett Clyde Hefer Simon Gillett | 6:22,32 | Nizozemsko Peter van Berkel Richard Helsloot Willem Appeldoorn Paul Paulsen                                                                                    | 6:24,04 | Kanada Rob Gibson Timothy Turner James Relle Patrick Turner | 6:26,60 |
| Osma LV LM8+                    | Dánsko Torben Knudsen Jan Jensen Ivar Molgaard Arne Højlund Søren Hansson Søren Eriksen Mikael Espersen Bent Fransson Peter Klug-Andersen (k)                              | 5:58,41 | Itálie Franco Pantano Mauro Torta Romano Uberti Lauro Zettin Renzo Borsini Lanfranco Borsini Claudio Castiglioni Leonardo Salani Davide Lanza (k)              | 5:59,05 | Španělské království Fernando Climent Huerta Luis Arteaga Leon Carlos Sáez Bernardos José Antonio Expósito Sánchez Francisco Goicoechea García Guillermo Müller Gascón Alberto Molina Castillo José Marti Miranda Fernando Macho (k) | 6:01,03 |

### Ženské disciplíny
| Disciplína                        | Zlato | Čas     | Stříbro | Čas     | Bronz | Čas     |
| Skif W1x                          | Rumunská socialistická republika Sanda Tomaová | 3:54,46 | Spojené království Beryl Mitchellová | 3:55,58 | Sovětský svaz Irina Fetisovová | 3:56,99 |
| Dvojskif W2x                      | Sovětský svaz Margerita Kokarevičová Antonina Machinová | 3:40,65 | Východní Německo Kerstin Kirstová Jutta Hampeová-Behrendtová | 3:30,11 | Bulharská lidová republika Iskra Velinovová Anka Bakovová | 3:30,21 |
| Párová čtyřka s kormidelnicí W4x+ | Sovětský svaz Taťána Danilovová Olga Kaspinivá Jelena Chlopcevová Larisa Popovová Maria Zemskovová-Korotkovová (k)                                                         | 3:19,83 | Východní Německo Heidi Westphalová Birka Brandtová-Fenglerová Cornelia Linseová Jutta Schenková-Plochová Jenny Gerberová (k)                                                                     | 3:21,65 | Rumunská socialistická republika Aneta Mihaly Valeria Răcilă Sofia Corbanová Olga Homeghi Ecaterina Oancia (k)                                                                       | 3:22,89 |
| Dvojka bez kormidelnice W2-       | Východní Německo Iris Rudolphová Sigrid Andersová | 3:45,50 | Kanada Elizabeth Craigová Patricia Smithová | 3:45,77 | Rumunská socialistická republika Rodica Arba Elena Horvatová | 3:50,45 |
| Čtyřka s kormidelnicí W4+         | Sovětský svaz Olga Pivovarovová Marina Studněvová Světlana Semjonovová Raisa Doligaidová Nina Čeremisinová (k)                                                             | 3:18,75 | Východní Německo Viola Kestlerová Silvia Fröhlichová-Arndtová Marita Sandigová-Gaschová Romy Saalfeldová Kirsten Wenzelová (k)                                                                   | 3:23,95 | USA Susan Tuttle Hope Barnesová Shyril O’Steenová Harriet Metcalfová Nanette Bernadou (k)                                                                                            | 3:27,35 |
| Osma W8+                          | Sovětský svaz Regina Baltutite Irina Tětěrinová Jelena Těrjošinová Natalia Jacenková Jelena Makuškinová Taťána Švecovová Nina Umanecová Maria Pazjunová Nina Frolovová (k) | 3:07,58 | USA Carol Bowerová Carol Brownová Jeanne Flanaganová Patricia Spratlinová Kristine Noreliusová Carolyn Gravesová Elizabeth Hillsová-O’Learyová Elizabeth Milesová Valerie McClainová-Wardová (k) | 3:10,32 | Rumunská socialistická republika Rodica Frîntu Florica Bucurová Luminata Furcila Maricica Țăranová Cristina Onofrei Maria Naghiu Mariana Zaharia Elena Bondarová Elena Dobrițoiu (k) | 3:14,05 |